# La casa del terror (pel·lícula de 1960)
La casa del terror és una pel·lícula de monstres mexicana del 1960 dirigida per Gilberto Martínez Solares protagonitzada per Lon Chaney Jr. i el comediant mexicà Tin Tan. A la pel·lícula hi participa Casimiro (Tin-Tan), un vigilant nocturn en un museu de cera, el cap del qual, el professor Sebastian (Yerye Beirute), ha estat escorrent la seva sang secretament per utilitzar-lo en els seus experiments per ressuscitar els morts. Una mòmia (Lon Chaney Jr.) que és robada d'un sarcòfag egipci reviu i es converteix en un home llop quan el toca la llum de la lluna.
La pel·lícula es va fer a Mèxic el 1959, cosa que va fer que l'actor Lon Chaney Jr. hi viatgés per fer el seu paper a la pel·lícula. Segments de "La casa del terror" es van combinar anys després amb imatges d'un rodatge de 1957 de la pel·lícula mexicana La momia azteca, per crear una pel·lícual híbrida anomenada Face of the Screaming Werewolf per produir Jerry Warren.

## Argument
Casimiro (Tin Tan), vigilant nocturn d’un museu de cera de l’horror, ha estat fent la migdiada amb més freqüència a la feina perquè el seu cap, el professor Sebastian (Yerye Beirute) està escorrent-li secretament la sang mentre dorm per utilitzar-la en els seus experiments per ressuscitar els morts, experiments realitzats al seu laboratori ocult darrere del museu de la cera.
Els intents del doctor boig no han funcionat fins ara i els cossos dels seus fracassos han estat coberts de cera i col·locats al museu per amagar els seus crims. El professor s'assabenta que el cos momificat d'un home (Lon Chaney Jr.) s'ha trobat conservat en un sarcòfag egipci. El professor i els seus dos secuaces roben el cos de la mòmia i el porten de tornada al seu laboratori, però després de desembolicar-la, no aconsegueixen reviure’l.
Després que el metge i els seus homes abandonin el laboratori aquella nit, un llamp reactiva l'equip i proporciona l’augment necessari per reviure el mort. Mentre lluita per prendre consciència, els núvols de fora, la lluna plena li brilla a la cara per una finestra i el cadàver ressuscitat es transforma en un home llop.
Casimiro veu la criatura deambulant pel museu, però ningú no el creurà, ni tan sols la seva xicota, Paquita (Yolanda Varela). Quan el professor i els seus homes tornen, l' home llop mata un dels seus homes, i l’home llop és empresonat en una gàbia dins del laboratori. Més tard, s'escapa i s'amaga al parc més proper, on estrangula i mossega algunes persones innocents.
L’home llop s'acaba al pis de Paquita i Casimiro hi arriba just a temps per veure segrestada la seva xicota. Els segueix amb valentia de tornada al museu de la cera i després de ser testimoni de l'home llop matant brutalment el professor Sebastián, Casimiro salta sobre el llop i el colpeja a mort amb una torxa encesa. El museu i el laboratori s'encenen i el cos de l’home llop queda immolat per les flames.

## Repartiment
- Tin-Tan - Casimiro
- Yolanda Varela - Paquita
- Lon Chaney Jr. - La mòmia / Home llop
- Yerye Beirute - El professor
- Raymond Gaylord
- Consuelo Guerrero de Luna
- Rafael Estrada
- Mario Sevilla
- Alfredo Wally Baron
- Dacia Gonzalez
- Jose Silva
- Jose Luis Aguirre[3]

## Producció
La pel·lícula fou rodada a Mèxic el 1959. Va ser dirigida per Gilberto Martínez Solares (que també va escriure la història). Juan García i Fernando de Fuentes van coescriure el guió amb Solares.
Lon Chaney Jr. va viatjar a Mèxic el 1959 per protagonitzar aquesta comèdia de terror de Tin-Tan. Jerry Warren va comentar (en una entrevista amb Tom Weaver) "A ell (Chaney) no li agradava fer aquest tipus de pel·lícula. No li agradava gens encasellar-se com a home llop .... Volia ser Lon Chaney, no el tipus de personatge que canviava la cara ... però a Hollywood, la gent fa les coses. a la seva manera".
Els efectes de transformació de l’home llop a la pel·lícula eren molt similars als de les pel·lícules d'Home lloc de la Universal, amb Chaney que havia de mantenir la cara quieta mentre la lentitud es dissol i el converteix en un monstre. Els efectes especials van ser gestionats per Jorge Benavides.
El productor Jerry Warren va comprar la pel·lícula i va combinar imatges de "La casa del terror" amb imatges d'una altra pel·lícula mexicana dels anys 50, "La momia azteca" ', per tal de crear una pel·lícula híbrida que va publicar el 1965 com a Face of the Screaming Werewolf. Va esborrar gairebé totes les imatges de comèdia de Tin-Tan de la pel·lícula, deixant principalment només les imatges de terror relacionades amb Lon Chaney, i després les va combinar amb seqüències preses de La momia azteca, juntament amb algunes imatges noves que va filmar ell mateix.

## Edicions domèstiques
La casa del terror  va ser llançat en DVD el 2007 per Laguna Films.